# Автомеханік

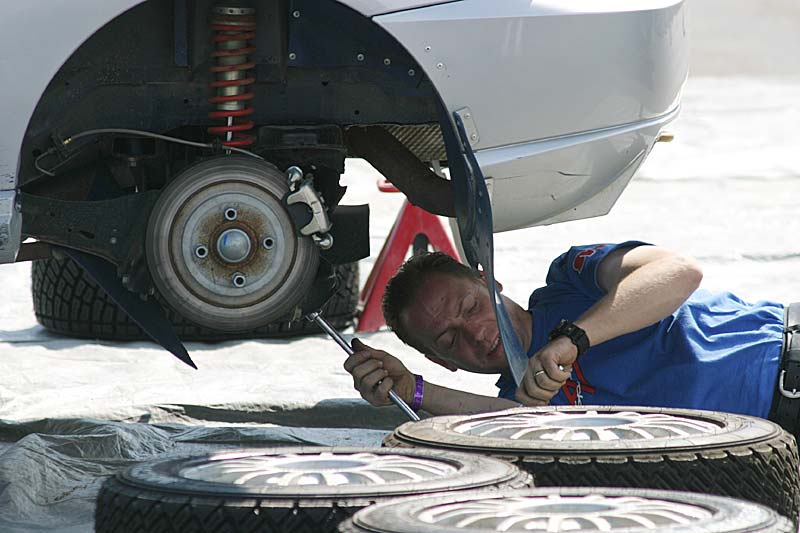

Автомеханік — кваліфікований автослюсар, який виконує ремонт і технічне обслуговування автомобільного транспортного засобу, а також здійснює контроль над технічним станом автомобілів за допомогою діагностичного устаткування і приладів. 
Споріднені професії:
- слюсар рухомого потягу;
- слюсар дорожніх машин і механізмів;
- слюсар по ремонту дорожньо-будівельних машин і тракторів.

## Професійні функції
До професійних функцій автомеханіка відносяться:
- розбирання і складання вузлів і агрегатів автомобіля
- діагностування автомобіля і його вузлів за допомогою діагностичного устаткування
- повне і своєчасне технічне обслуговування автомобіля
- ремонт вузлів і агрегатів автомобіля
- регулювання механізмів і деталей
- регулювання або заміна коліс
- комплексне випробування відповідно до технічних умов експлуатації агрегатів та вузлів автомобілів різних марок.

## Професійні ризики
Найбільший ризик становить виробничий травматизм: травми у зв'язку з падінням (чи падінням важких предметів), травми очей, м'язово-скелетні травми через перенапруги під час підйому важких предметів, порізи, опіки, електрошок під час роботи з несправним обладнанням. Небезпека для здоров'я представляє також контакт із зайвим шумом, хімічна дія (вихлопні гази, азбест, свинець, клей, розчинники тощо) та вібрація від інструменту.

## Вимоги до спеціалізації

### Фізичним
- сила та витривалість,
- гарний зір та окомір (лінійний та об'ємний),
- розвинена велика та дрібна моторика,
- м'язова чутливість

### Психічним
- високий обсяг та розподіл уваги,
- хороша пам'ять,
- спостережливість,
- швидка реакція;

### Особистісним
- ретельність,
- вдумливість,
- терплячість,
- дисциплінованість,
- відповідальність.

## Медичні протипоказання
- захворювання органів дихання,
- захворювання нирок та сечовивідних шляхів,
- захворювання, що ускладнюють рух опорно-рухового апарату,
- захворювання нервової системи,
- знижений зір і слух,
- алергія.

## Спеціалізація автомеханіків
- механік-діагност — який встановлює природу і причину несправності;
- моторист — спеціалізується на двигунах;
- автоелектрик — що займається автомобільним електроустаткуванням;
- автобляхар — який усуває пошкодження на кузові машини (зокрема, рихтуванням деформованої частини металевого кузова);
- автомаляр — займається фарбуванням;
- вулканізатор — фахівець з ремонту автомобільних камер та інші.

## Освіта в Україні
Зазвичай таку професію можна отримати у ВНЗ на факультеті «Транспорт» або в середньому спеціальному училищі (існують навіть спеціальні автотранспортні технікуми). Крім того, на роботу беруть навіть з початковою професійною освітою, але при цьому обов’язково мати хоча б мінімальний досвід.

## Історія професії
У міру розвитку автомобільного транспорту посилювалася потреба у людях, здатних підтримувати автомобілі у справному стані. Перші автомеханіки з'явилися у 19 столітті. Різке збільшення кількості автомобілів у 30-ті роки XX століття у зв'язку з винаходом конвеєра Генрі Фордом зумовило попит на фахівців щодо їх ремонту. У 50-ті роки XX століття ускладнення конструкції автомобіля та поява складного діагностичного обладнання призводить до спеціалізації автослюсарів: моторист, автоелектрик, маляр, вулканізатор і т. д.; виникає потреба у фахівцях широкого профілю, здатних координувати роботу інших автомеханіків.
У дореволюційній Росії автослюсарів готували у ремісничо-промислових училищах та навчально-показових майстернях, за радянських часів здобути професію автослюсаря можна було у ПТУ, а автомеханіка — у технікумі.

## Пов‘язані кар‘єри
Механік зазвичай працює з майстерні, де (добре обладнаний) механік має доступ до підйомника автомобіля, щоб отримати доступ до місць, до яких важко дістатися, коли автомобіль стоїть на землі. Окрім механіка, який працює в майстерні, існують мобільні механіки, як-от у Автомобільної асоціації Великобританії (AA), які дозволяють власнику автомобіля отримати допомогу без необхідності доставляти автомобіль до гаража.
Механік може вибрати іншу кар’єру, пов’язану з його чи її сферою діяльності. Викладання курсів автомобільної торгівлі, наприклад, майже повністю здійснюється кваліфікованими механіками в багатьох країнах.
Є кілька інших професійних кваліфікацій для роботи на автомобілях, зокрема вибійник панелей, фарбувальний маляр, будівельник кузовів і механік мотоциклів. У більшості розвинених країн це окремі професійні курси, але кваліфікований фахівець з однієї сфери може перейти на роботу в іншу. Зазвичай це вимагає, щоб вони працювали під керівництвом іншого підприємця майже так само, як і учні.
Кузовний ремонт автомобілів передбачає менше роботи з масляними та жирними частинами транспортних засобів, але передбачає вплив твердих частинок пилу від шліфування кузова та потенційно токсичних хімічних випарів від фарби та супутніх продуктів. Продавцям і дилерам часто також потрібно отримати глибокі знання про автомобілі, і деякі механіки успішно виконують ці ролі завдяки своїм знанням. Автомеханіки також повинні бути в курсі всіх провідних автомобільних компаній, а також нових автомобілів. Механіки повинні постійно вивчати нові технологічні двигуни та їх робочі системи.

## Профіль роботи

### Німеччина
Технік автомобільної мехатроніки був створений у 2003 році з професій автомеханіка, автоелектрика та автомеханіка. Зміна назви була обрана відповідно до сучасного профілю роботи. Нова назва посади була реакцією на зміну вимог до професії автотехніка. 1 серпня 2013 року набуло чинності нове положення про навчання

### Вимоги
Законодавчо не вимагається спеціальної шкільної освіти.З нових контрактів на навчання, укладених у 2019 році, 49,2% мали атестат про середню освіту, 32,7% атестат про середню освіту та 13,7% вступну кваліфікацію до університету.

### Тривалість навчання
Зазвичай навчання триває три з половиною роки і проходить за дуальною системою. Це означає, що навчання відбувається на підприємстві, у професійно-технічному училищі та в міжфірмових навчальних закладах. За певних умов можливе скорочення. Можливими причинами для скорочення терміну навчання є особливо хороша успішність у ПТУ або визнання професійної підготовки.

### Спеціалізації
Під час навчання на техніка-мехатроніка автомобіля слухач може обрати один із п’яти основних напрямків. Навчання поглиблено в одній із таких областей:
- техніка легкових автомобілів
- техніка комерційних автомобілів
- мотоциклетна техніка
- Системна та високовольтна техніка
- технологія кузовних робіт

### Зона Відповідальності
Обслуговування, технічне обслуговування, ремонт і діагностика транспортних засобів - це, перш за все, завдання, які техніки з автомехатроніки повинні виконувати щодня в автомайстерні. Виконання замовлення клієнта, дотримання специфікацій і логічне мислення та аналіз складних завдань відіграють тут головну роль.
Зони відповідальності в рамках основних сфер:

#### Автомобіль
- Технічне обслуговування та ремонт легкових автомобілів (наприклад, гальм, рульового керування, двигуна, трансмісії, системи рульового керування, асистента гальмування та шасі, трансмісії чи компонентів керування двигуном)
- Перевірка роботи компонентів під час і після ремонту
- Перевірка та діагностика транспортних засобів, наприклад, щодо безпеки дорожнього руху
- модернізація напр. B. від зчіпних пристроїв, паркувальних обігрівачів і навігаційних систем
- Використання сучасних цехових інформаційно-комунікаційних систем, зчитування пам'яті помилок
- дослідження даних
- Оновлення та параметризація блоків керування

#### Техніка комерційних автомобілів
- Проводиться технічне обслуговування комерційних автомобілів, наприклад, техогляд на 100 000 км, включаючи перевірку компонентів на знос
- Ремонт деталей і компонентів, таких як гальмівні системи, двигуни та трансмісії
- Діагностика зв'язаних систем автомобіля, включаючи усунення несправностей у зв'язку окремих компонентів
- Перевірити комерційний транспорт на безпеку дорожнього руху та провести необхідний ремонт

#### Мотоциклетна техніка
- Технічне обслуговування мотоциклів, наприклад перевірка пружин
- Перевірка рами, системи підвіски коліс і ходову частину на знос і пошкодження
- Проведення ремонтні роботи гальмівної та ходової системи
- Модернізація аксесуарів відповідно до вимог замовника та правил дорожнього руху

#### Системна та високовольтна техніка
- Визначення транспортних засобів та їх компонентів системи
- Виконання відповідних процедур під час діагностики помилок
- Визначення стратегії усунення несправностей
- Модернізація компонентів існуючих систем автомобіля
- Робота з високовольтними системами та їх компонентами

#### Технологія кузовних робіт
- Планування та підготовка кузовних робіт
- Ремонт пошкоджених в ДТП автомобілів
- Ремонтно-монтажні роботи
- Оцінити розмір пошкоджень, визначити помилки, дефекти та їх причини
- Технічне обслуговування, тестування та налаштування транспортних засобів і систем

### Диплом
Іспит підмайстра складається з двох частин. Іспит підмайстра частина 1 однаковий для всіх п'яти спеціальностей. Він триває п’ять годин і виконується принаймні на одному робочому завданні. У частині 2 іспиту підмайстра необхідно виконати три робочі завдання, два з них з обраного напряму підготовки.

### Безперервна освіта
- Сертифікований технік автосервісу
- Магістр автотехнічної справи
- Сертифікований продавець автомобілів
- Сертифікований консультант з автомобільного обслуговування
- Сертифікований продавець автомобільних запчастин та аксесуарів
- Бізнес-економіст в автомобільній торгівлі
- Бакалавр ділового адміністрування

### Швейцарія
Зараз у Швейцарії існує три професії для базової професійної підготовки:
- Автомобільний асистент EBA (2 роки)
- Автомобільний спеціаліст EFZ (3 роки)
- Автомобільна мехатроніка EFZ (4 роки)

Автомобільний помічник має найнижчі вимоги, а автомобільний мехатронік найвищі. Мотомеханіка EFZ заснована на власному регламенті.
Трьома місцями навчання завжди є навчальна компанія, професійно-технічна школа та міжфірмові курси.

#### Автомобільний-помічник
Професійно-технічне училище відвідується один день на тиждень. Міжфірмові курси охоплюють не менше 20 і не більше 24 днів по 8 годин. Постанова вперше набула чинності 1 січня 2007 року.

#### Автомобільний-спеціаліст
На 1-му році навчання в професійно-технічному училищі 1½ дня на тиждень, з 2-го року навчання – 1 день на тиждень. Навчання поділяється на галузі легкових та комерційних автомобілів. Міжфірмові курси охоплюють щонайменше 40 і максимум 45 днів по 8 годин. Попередня робота – автомеханік.

#### Інженер автомобільної мехатроніки
Навчання поділяється на галузі легкових та комерційних автомобілів. Попередня робота – автомеханік та автоелектрик. З першого по третій рік навчання в професійно-технічному училищі 1½ дня на тиждень, на 4 році навчання ще 1 день на тиждень. Міжфірмові курси охоплюють щонайменше 60 і не більше 66 днів по 8 годин.

### Франція
- CAP, технічне обслуговування автотранспортних засобів Варіант приватного транспортного засобу: Володар цього CAP після двох років навчання повинен мати можливість брати участь у діагностиці, самостійно виконувати операції з технічного обслуговування та ремонту приватних транспортних засобів.
- Bac Pro, 3 роки технічного обслуговування автомобіля: під час навчання студент повинен вміти виконувати такі дії: вітати та консультувати клієнтів, встановлювати діагноз, розробляти метод ремонту, розробляти процес технічного обслуговування, виконувати ремонт, інтегруючи підхід до якості , беручи участь у загальному керівництві майстернею. Є 3 варіанти:

1. мотоциклетний варіант
2. легковий автомобільний варіант
3. варіант промислового автомобіля

### Канада
DEP (Диплом про професійну освіту) за спеціальністю «Автомобільна механіка».
У Квебеку торгівля автомеханіками регулюється Об’єднаним комітетом автомобільної промисловості.
Компанія D.E.P. в галузі автомобільної механіки дозволяє випускнику отримати доступ до посади учня механіка 2-го курсу лише після 300 годин роботи. Насправді вищезгаданий диплом в очах паритетного комітету коштує 1700 годин практики. За відсутності такої підготовки учень-механік, який наймається в якості такого в гаражі, починає навчання як учень-механік 1-го курсу. Він стане учнем 2-го курсу після завершення 2000 годин практики. Після цього за кожні 2000 годин, виконаних учнем-механіком, останній «закінчує» на додатковий рік з точки зору його карток навичок. Учень-механік 4-го курсу, який напрацював 2000 годин, має право на кваліфікаційний іспит паритетного комітету. Залежно від отриманого результату учневі-механіку буде присвоєно статус підмайстра-механіка класу А, В або С. У разі невдачі він залишиться учнем-механіком 4-го курсу та матиме право на кваліфікаційний іспит.
У автомеханічній майстерні Квебеку кожен механік-підмайстер потрібен для кожного учня-механіка, який там працює. Цей стандарт має на меті забезпечити належний нагляд за учнями та продовження їхньої практичної підготовки на місцях.